# Carlo Barbero
Carlo Barbero (Morozzo, 26 dicembre 1920 – Cuneo, 28 aprile 1945) è stato un partigiano e operaio italiano, medaglia d'oro al valor militare alla memoria.

## Biografia
Caporal maggiore del battaglione Alpini sciatori Monte Cervino oggi 4º Reggimento alpini operante sul fronte occidentale, dopo l'armistizio combatte’ con i partigiani della II Divisione GL "Valle Grana". Durante tutto il periodo della Resistenza si distinse come comandante di distaccamento. Cadde tre giorni dopo la Liberazione, nel tentativo di fermare una colonna tedesca che puntava su Cuneo.